# Wörgl
Wörgl (in italiano: Vergli) è un comune austriaco di 13 311 abitanti nel distretto di Kufstein, in Tirolo; ha lo status di città (Stadtgemeinde). È stato istituito il 1º gennaio 1911 con la fusione dei comuni soppressi di Wörgl-Kufstein e Wörgl-Rattenberg.